# عندم
العَنْدَم  (الاسم العلمي: Haematoxylum) هو جنس نبات من القبيلة البقماوية، له خشب ذي لُبٍّ أحمر قانئ كلون الدم.

## أنواعه
- العندم البرازيلي (الاسم العلمي: Haematoxylum brasiletto)، يكثر في أمريكا اللاتينية.[7]
- العندم المكسيكي (الاسم العلمي: Haematoxylum calakmulense)، يكثر في المكسيك.[8]
- العندم الأسود أو البَقَّم الأسود[9] (الاسم العلمي: Haematoxylum campechianum)
- العندم الأفريقي (الاسم العلمي: Haematoxylum dinteri)، يكثر في ناميبيا في أفريقيا الجنوبية.[7]
- العندم المصقلي (الاسم العلمي: Haematoxylum sousanum)، يكثر في حوض نهر مصقلة، في جنوب المكسيك.[7]